# Route nationale 143 (France)
Pour les articles homonymes, voir N143 et Route nationale 143.
La route nationale 143, ou RN 143, est une ancienne route nationale française reliant d'abord Chambray-lès-Tours à Riom, puis à Châteauroux. Le décret du 5 décembre 2005 a entraîné son transfert intégral aux départements.

## Histoire
Avant la réforme de 1972, la route nationale 143 continuait jusqu'à Riom. Le tronçon de Châteauroux à Montluçon a été déclassé en route départementale (RD) 943, alors que celui de Montluçon à Riom avait été renommé RN 144.
La partie située entre Chambray-lès-Tours et Esvres est aménagée en 2×2 voies pour permettre de rallier Tours en venant de l'A85 (Vierzon).[Passage à actualiser] Cette route est déclassée depuis 2006.

## Tracé

### Ancien tracé de Chambray-lès-Tours à Châteauroux
- Chambray-lès-Tours (km 0)
- Le Reçais, commune d'Esvres (km 10)
- Saint-Blaise, commune de Truyes (km 13)
- Cormery (km 14)
- Rouvre, commune de Courçay (km 18)
- Café-Brûlé, commune de Reignac-sur-Indre (km 22)
- Chambourg-sur-Indre
- Loches (km 35)
- Perrusson (km 41)
- Saint-Jean-Saint-Germain (km 44)
- Saint-Martin-de-Bridoré (km 52)
- Fléré-la-Rivière (km 53)
- Châtillon-sur-Indre (km 60)
- Clion (km 67)
- Buzançais (km 84)
- Tesseau, commune de Saint-Lactencin (km 88)
- Villedieu-sur-Indre (km 94)
- Châteauroux D 943 (km 108)

### Ancien tracé de Châteauroux à Montluçon
- Châteauroux D 943 (km 108)
- La Forge-de-l'Isle, commune du Poinçonnet (km 114)
- Étrechet (km 117)
- Clavières, commune d'Ardentes (km 121)
- Ardentes (km 122)
- Nohant-Vic (km 137)
- La Châtre (km 145)
- Champillet (km 154)
- Châteaumeillant (km 161)
- Le Mas, commune de Saint-Maur (km 168)
- Culan (km 173)
- Goélat, commune de Saint-Désiré (km 182)
- La Gare, commune de Courçais (km 185)
- La Chapelaude (km 193)
- Châteaugay, commune de Domérat (km 200)
- Montluçon D 943 (km 205)

### Ancien tracé de Montluçon à Riom
- Montluçon D 2144 (km 205)
- Néris-les-Bains (km 214)
- Durdat-Larequille (km 219)
- Gournet, commune de La Celle (km 225)
- Ars-les-Favets (km 227)
- Montaigut-en-Combraille (km 232)
- Saint-Éloy-les-Mines (km 235)
- Pont-de-Menat (km 245)
- Les Barraques, commune de Pouzol (km 252)
- Saint-Pardoux (km 257)
- L'Arbre-de-la-Ronce, commune de Saint-Hilaire-la-Croix (km 260)
- Le Bois-des-Lapins, commune de Jozerand (km 265)
- Combronde (km 270)
- Davayat (km 274)
- Saint-Bonnet-près-Riom (km 277)
- Riom D 2144 (km 279)